# Čeněk František Císař
Čeněk František Císař (8. května 1888 - 15. listopadu 1945) byl český sklář a majitel skláren na Vysočině.

## Život
Čeněk František Císař se narodil v mlynářské rodině jako druhý syn z jedenácti dětí Vincencovi Čeňkovi Císařovi a Kateřině, rozené Franclové. Rodiče měli mlýn v obci Pavlov u Ledče nad Sázavou. Otec Vincenc zemřel v roce 1915 ve věku 62 let. Pavlovský mlýn celou rodinu neuživil, proto se postupně nejstarší synové začali věnovat jiným profesím. Nejstarší Ludvík začínal ve Františkodole a později v Květinovské brusírně jako úředník. Čeněk František odešel do světa již v patnácti letech. Dostal místo ve sklárně v Jarohněvicích na Moravě, která se nazývala Skelné hutě J. Schreiber a synovci. Nastoupil nejdříve jako praktikant a za dva roky pracoval jako samostatný vedoucí technický pracovník. V roce 1915 podal žádost o přeložení do jiného závodu patřícího této firmě v Lednických Rovních. Bylo mu vyhověno. Po válce nešly výrobky na odbyt, a tak dostal Čeněk výpověď. Dle sdělení jeho sestry Zdeňky se tehdejší ředitel bál o své místo. Domníval se, že by jej mohl Čeněk nahradit, a proto mu dal výpověď.
Po návratu na Vysočinu začal Čeněk František Císař s podnikáním. Spojil se se svým bratrem Ludvíkem, který pracoval jako vedoucí brusírny firmy Bárta a spol v Květinově u Okrouhlice. V roce 1919 firma Bárta a spol. zbankrotovala. Nedaleko od Květinova stál malý mlýn Radňov, který si bratři pronajali. Ještě v roce 1919 si tam vybudovali malou brusírnu, ve které zaměstnávali nejprve čtyři brusiče skla. To byl prvopočátek jejich podnikání. V roce 1923 zprovoznili tou dobou zavřenou brusírnu v Květinově, kde zaměstnávali asi 30 osob. Čeněk zatoužil po vlastní huti, protože suroviny do své brusírny musel dovážet z okolních hutí. V roce 1925 vyhořel v rodném domě v Pavlově mlýn. Na jeho místě si postavili Čeněk a Jaroslav brusírnu skla a nedaleko nad brusírnou si rodina postavila vilku. V roce 1927 si pronajal tou dobou zavřenou huť v Tasicích a o rok později huť zakoupil.
V roce 1934 Čeněk František Císař zakoupil brusírnu skla ve Františkodole. K dalšímu rozšíření došlo v roce 1937, kdy Čeněk František - dříve se mylně uvádělo Čeněk a František - zakoupil za 660.000 Kč zkrachovalou sklárnu v obci Josefodol u Světlé nad Sázavou.
V době druhé světové války pracoval Čeněk František Císař v protifašistickém odboji a zároveň se snažil udržet výrobu a zaměstnanost ve svých podnicích. Po skončení druhé světové války na základě dekretu presidenta republiky ze dne 24. října 1945 byly znárodněny větší firmy a v roce 1948 i menší do 10 zaměstnanců. Tak se stalo, že rodina Císařů přišla o veškerý majetek a ve své bývalé vile musela platit státu nájem. Čeněk František Císař spáchal 15. listopadu 1945 sebevraždu.

## Galerie

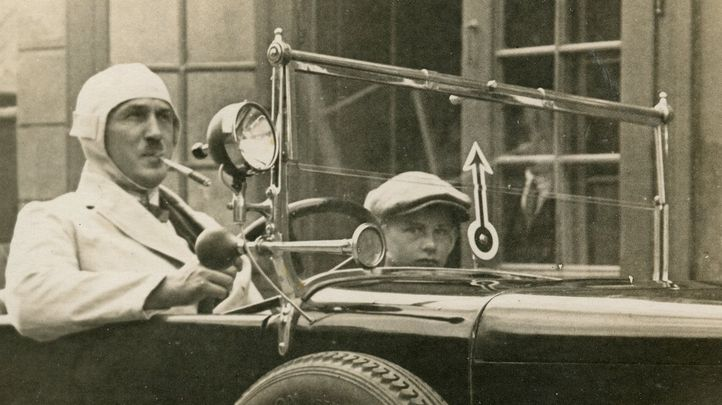
Čeněk František Císař
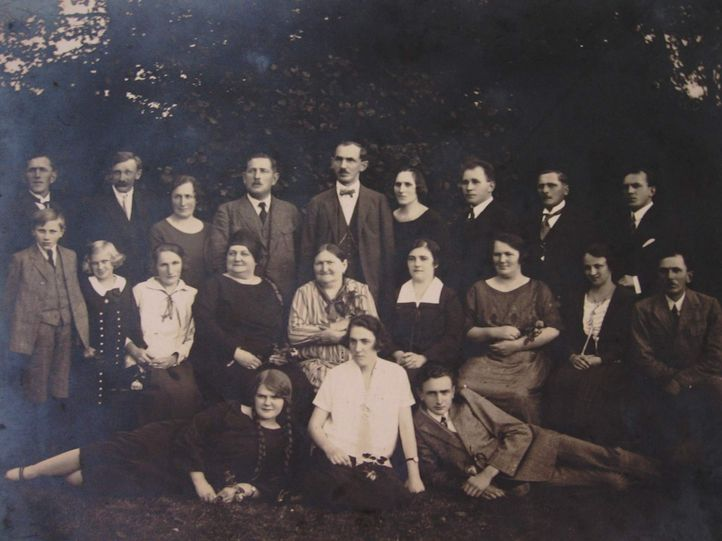
Rodina Císařova na snímku z roku 1928
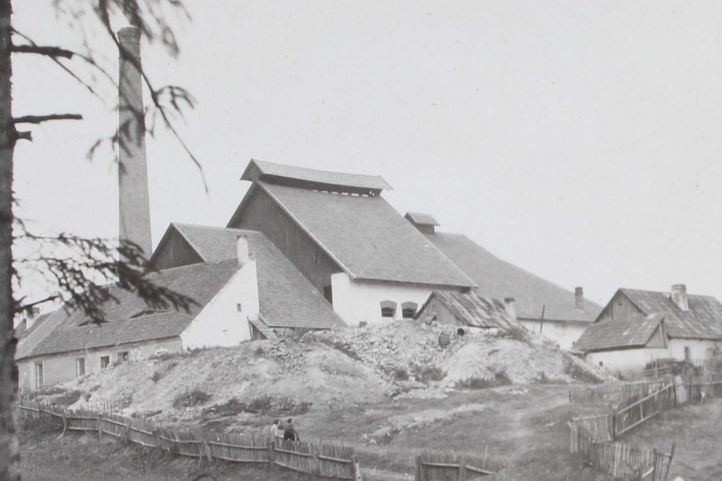
Sklárny Tasice
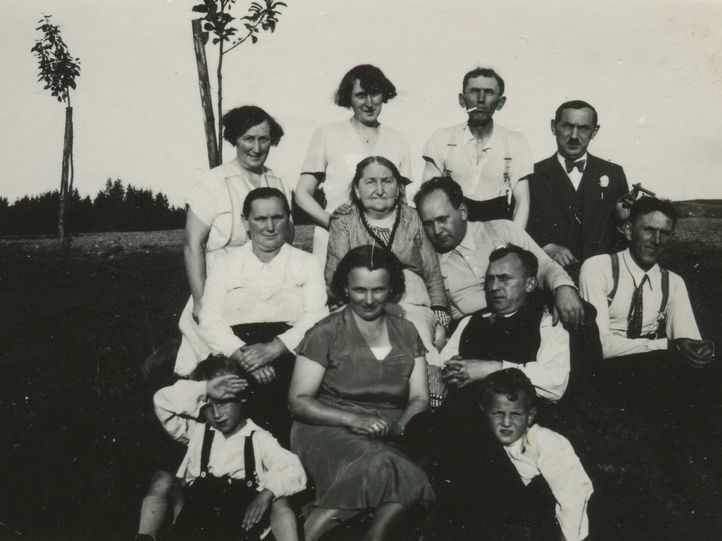
Sourozenci Císařovi s matkou
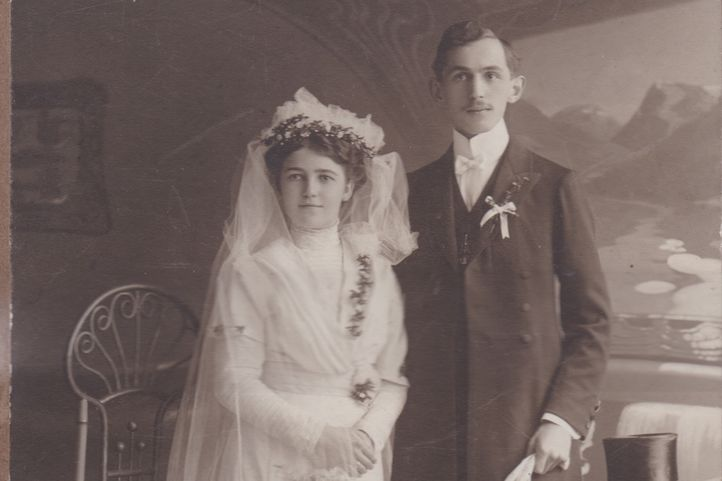
Svatba Císaře s Bohuslavou Bacikovou, 08.10.1910
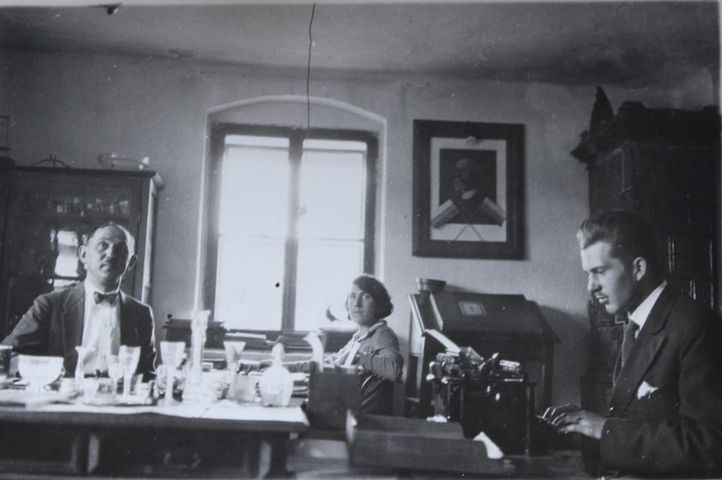
V kanceláři tasické sklárny pod dohledem TGM - zleva Čeněk Císař, uprostřed sestra Zdena a vpravo účetní Václav Fanta